# Bentley S1
O Bentley S1 (originalmente simplesmente "Bentley S") foi um automóvel de luxo produzido pela Bentley Motors Limited de 1955 a 1959. O S1 foi derivado do redesenho completo da Rolls-Royce de seu carro de produção padrão após a Segunda Guerra Mundial, o Silver Cloud. Cada um foi o último carro de produção padrão de seu fabricante com um chassi independente. O Bentley Série S recebeu o motor Rolls-Royce - Bentley Série L V8 no final de 1959 e foi nomeado S2. Faróis duplos e uma reestilização na frente chegaram no final de 1962, resultando no S3. No final de 1965, o S3 foi substituído pela nova Série T derivada do Rolls-Royce Silver Shadow de construção monobloco.

## Sedã de aço padrão

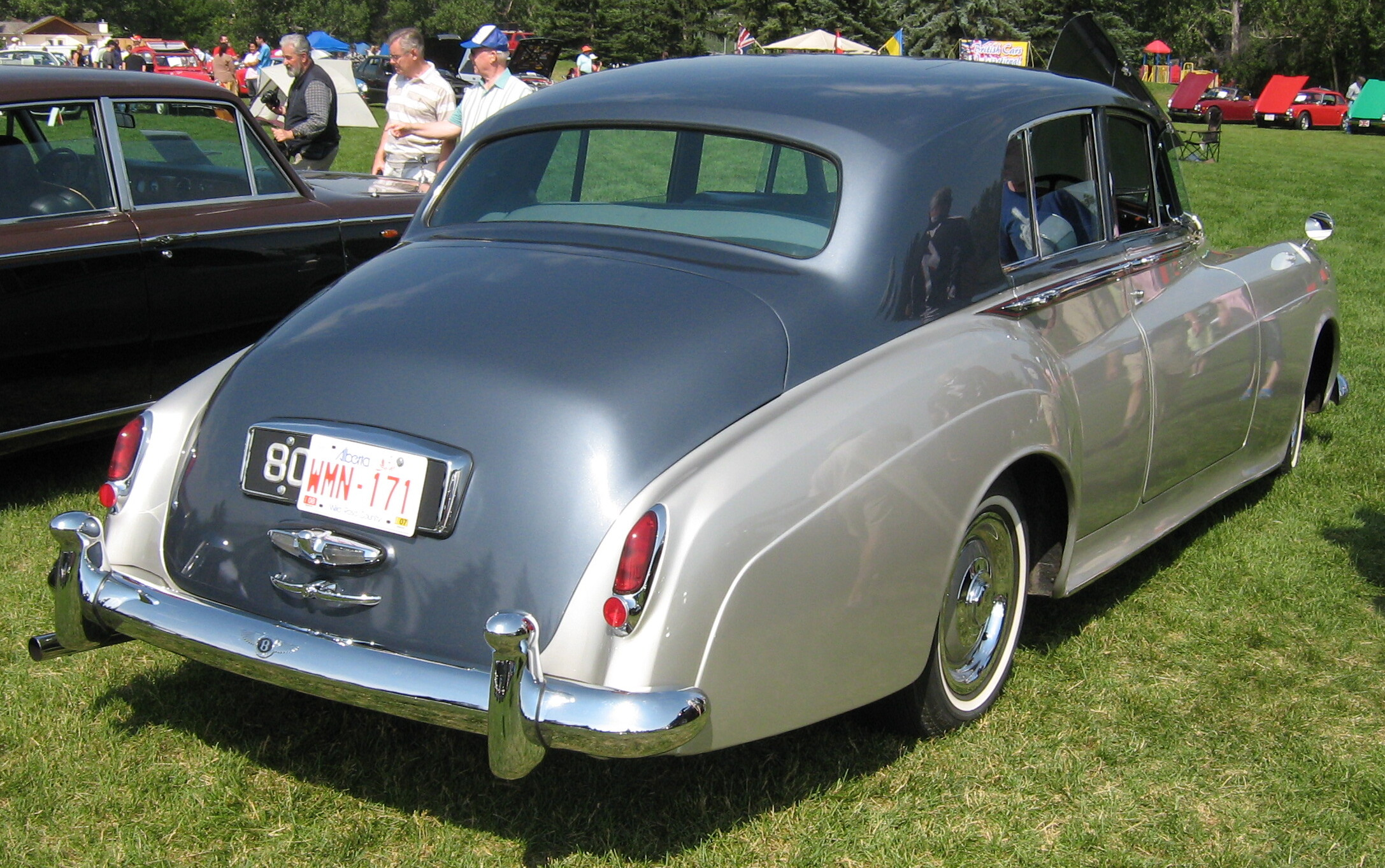
Traseira do Bentley S1 1959

O carro foi anunciado no final de abril de 1955, e foi notado que o modelo Continental existente continuaria. O novo sedã de aço padrão substituiu o sedã de aço padrão tipo R que estava em produção, com modificações, desde 1946. Era um sedã de cinco ou seis lugares de tamanho mais generoso, com a carroceria fabricada em aço prensado com construção tensionada. As portas, o capô e a tampa do porta-malas eram de alumínio.
Com uma aparência externa totalmente nova, embora com a grade do radiador tradicional, as principais diferenças em relação ao tipo R eram:
- distância entre eixos três polegadas maior
- construção mais baixa sem reduzir o espaço para a cabeça e com um porta-malas alargado
- suspensão mais macia com controle elétrico dos amortecedores traseiros
- direção mais leve e frenagem aprimorada
- a capacidade do motor aumentou para 4.887 cc, o mesmo tamanho usado no Bentley Continental
- caixa de câmbio automática de quatro velocidades era padrão, com capacidade de selecionar relações individuais, se desejado.

## Sedã e chassi padrão e de longa distância entre eixos

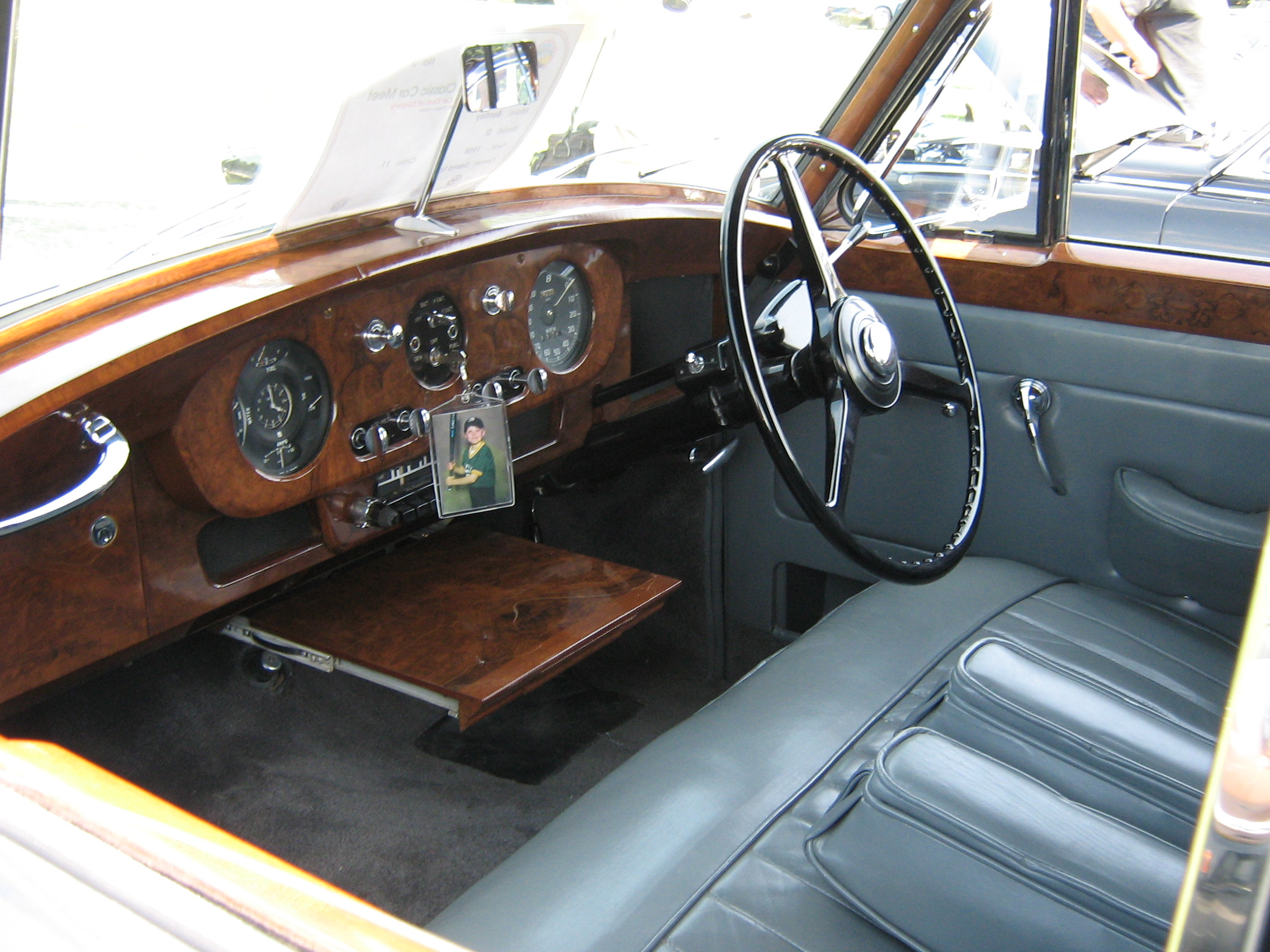
Interior do Bentley S1 1959

Assim como nos Bentleys Mark VI e R anteriores, quase não havia diferença entre os modelos Bentley e Rolls-Royce padrão; este Bentley S diferia apenas no formato da grade do radiador e no emblema do Rolls-Royce Silver Cloud I.
Os modelos compartilhavam o motor 4.9 L (4.887 cc) de 6 cilindros em linha. Eles foram os últimos veículos a serem equipados com descendentes do motor originalmente usado no Rolls-Royce Twenty de 1922 a 1929. O diâmetro era de 95,25 mm, o curso era de 114,3 mm e a taxa de compressão era de 6,6:1. Dois carburadores SU foram instalados, com modelos atualizados de 1957. Uma transmissão automática de 4 velocidades era padrão.
Foram produzidas duas distâncias entre eixos: 3.100 mm e, a partir de 1957, 3.200 mm.
Um carro de distância entre eixos padrão testado pela revista britânica The Motor em 1957 tinha uma velocidade máxima de 166 km/h e podia acelerar de 0–97 km/h em 13,1 segundos. Um consumo de combustível de 5,7 km/L foi registrado. O carro de teste, que tinha a direção hidráulica opcional, custou £ 6.305, incluindo impostos de £ 1.803.

### Produção
- S: 3.072 (145 com carrocerias de encarroçadora)
- S distância entre eixos longa: 35 (12 com carrocerias de encarroçadora)

## S Continental
Uma versão de alto desempenho S Continental (somente chassi) foi introduzida seis meses após a introdução do S1. Carrocerias de cupê e conversível mais leves foram fornecidas por encomenda especial (por um preço de cerca de 50% a mais) pela H. J. Mulliner & Co., Park Ward, James Young e Freestone & Webb. Um cupê de 2 lugares de pré-produção no novo chassi foi projetado e construído para a fábrica da Bentley pela Pininfarina.

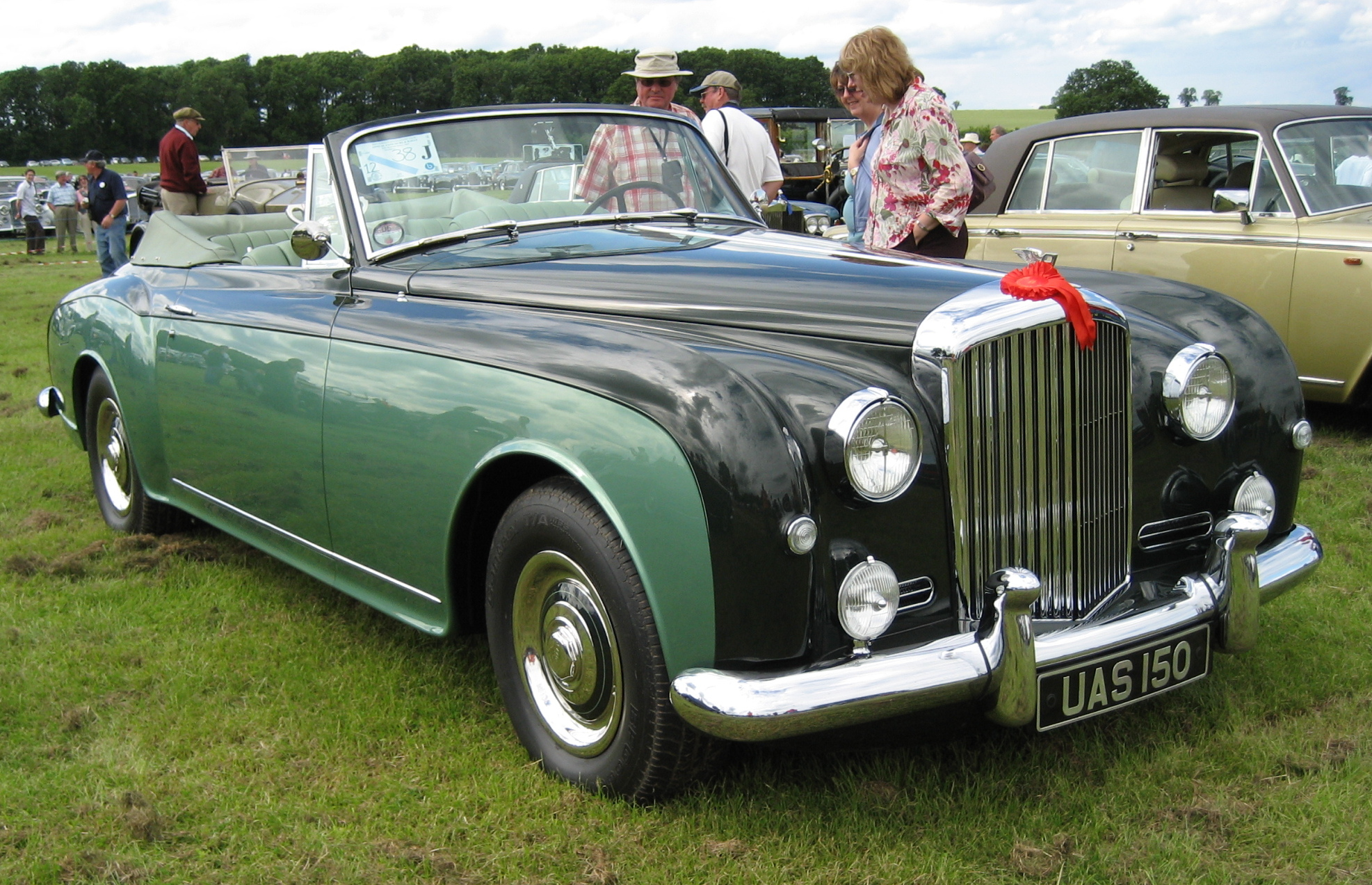
Park Ward
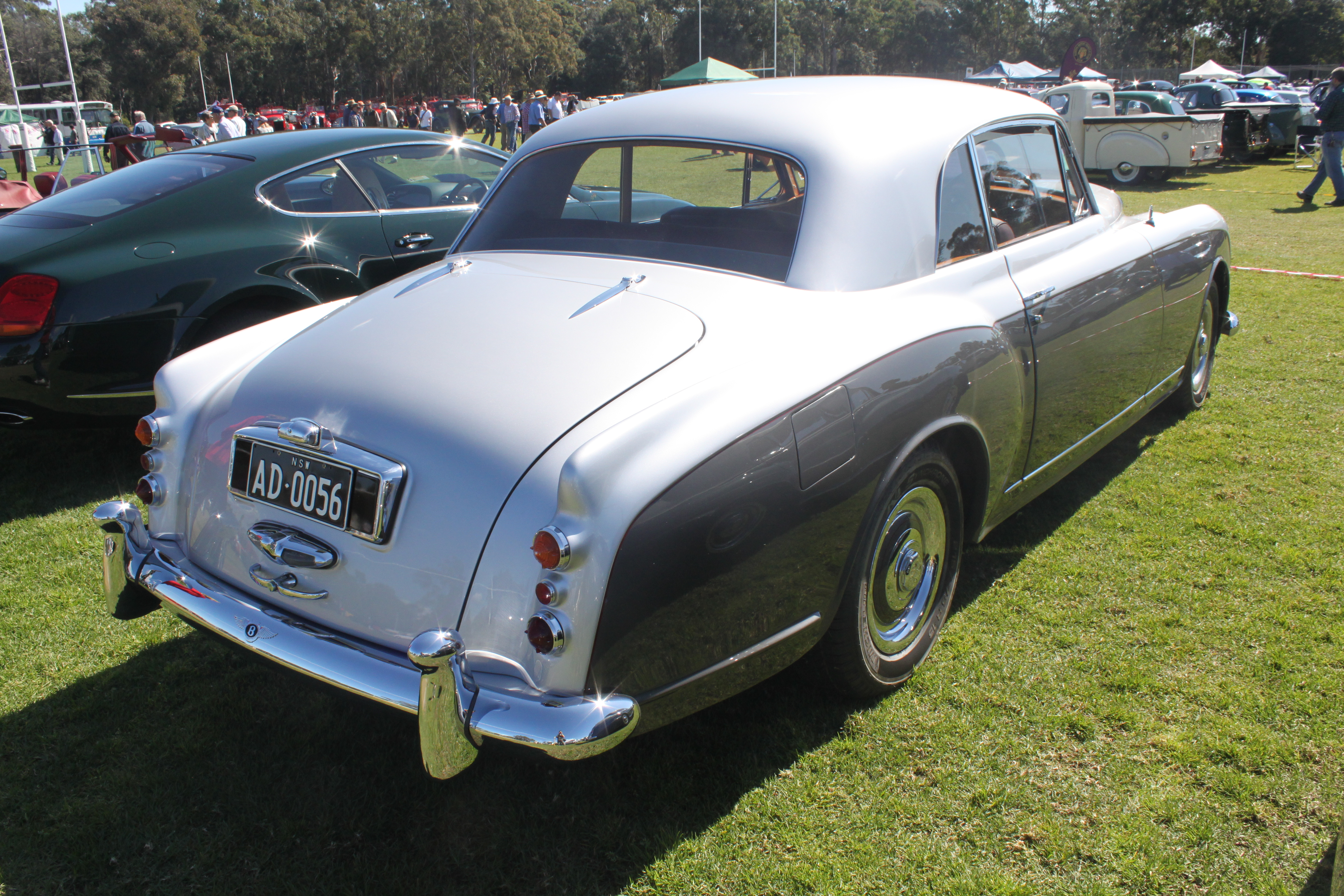
Park Ward
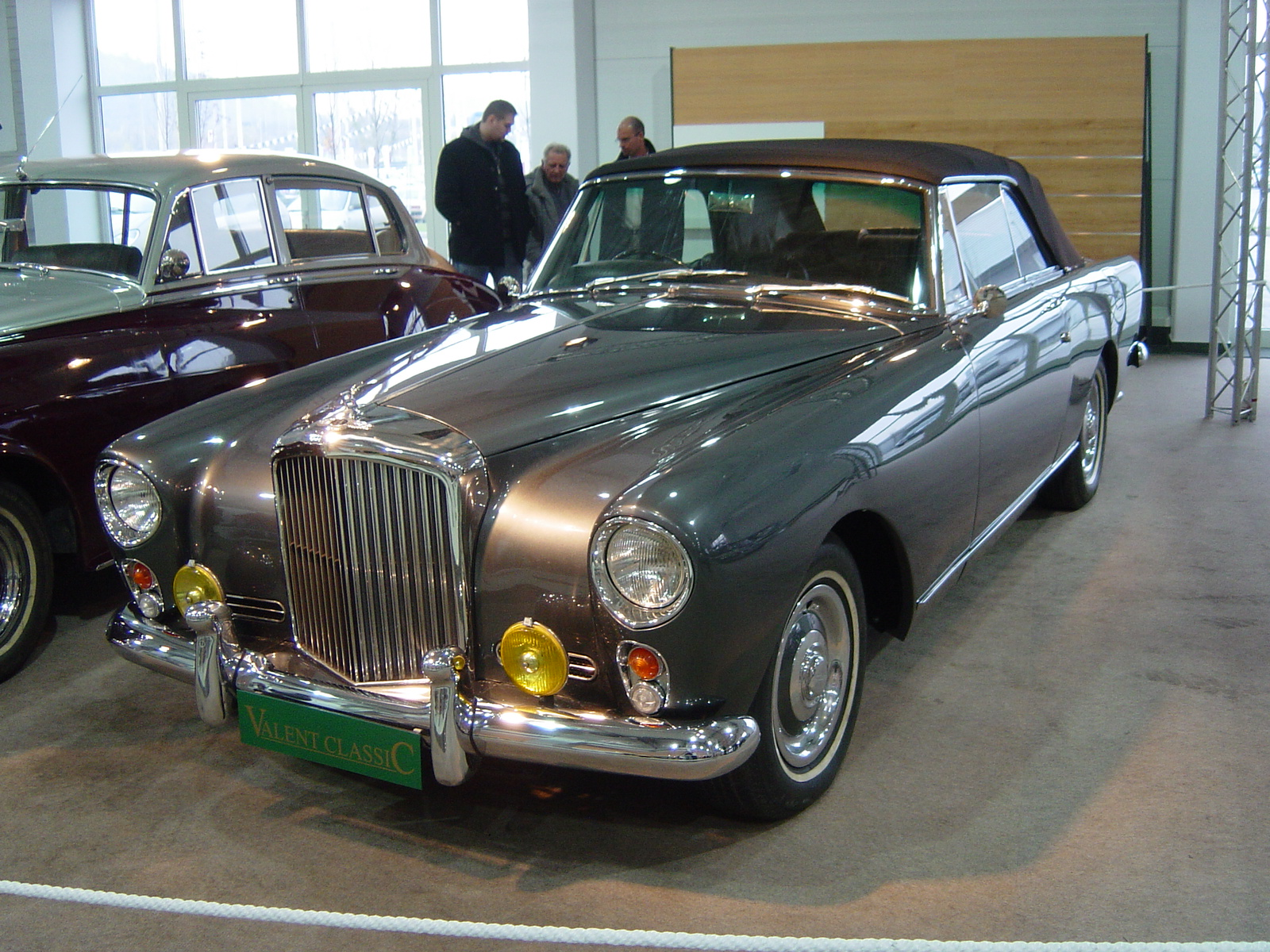
H. J. Mulliner
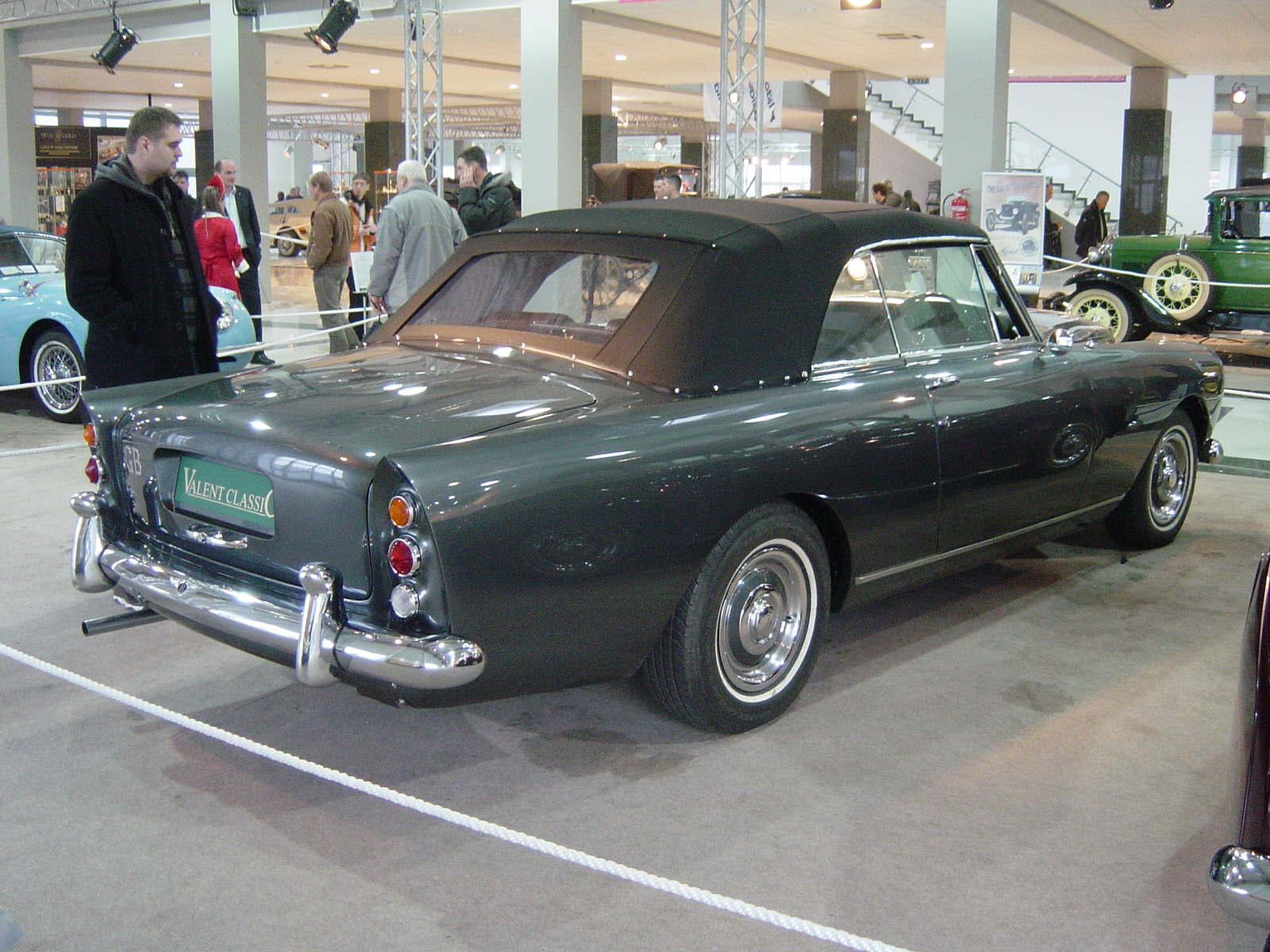
H. J. Mulliner
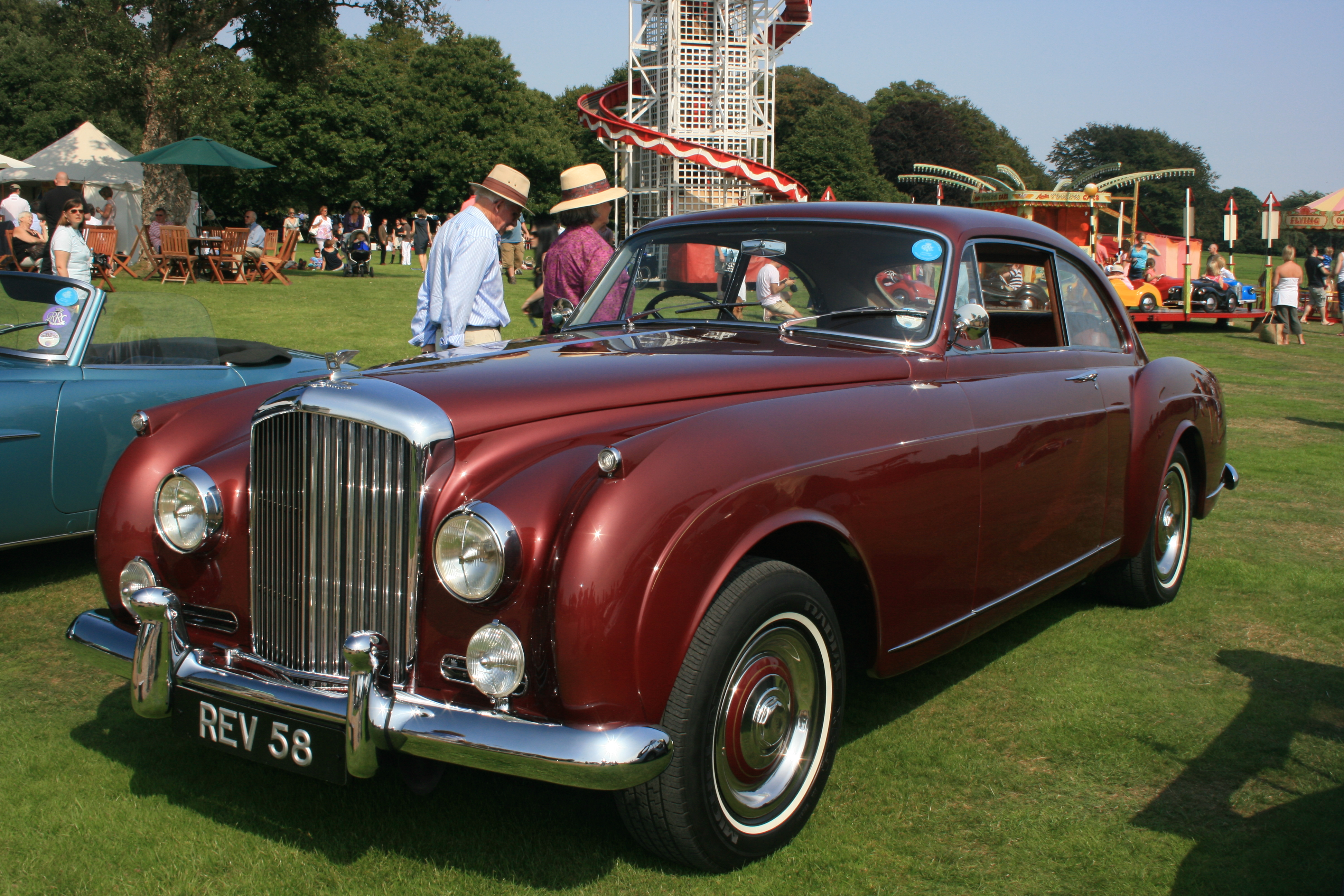
H. J. Mulliner

### Produção
- S Continental: 431